# Millstätter See
De Millstätter See is een meer bij de stad Millstatt in Oostenrijk. Het meer heeft een lengte van 12 kilometer en is tot 1,5 kilometer breed. Het is het op een na grootste meer van Karinthië; enkel de Wörthersee is groter.
Rond het meer zijn vijf grote dorpen gelegen, die voor hun inkomsten voor een groot deel afhankelijk zijn voor het toerisme: Seeboden, Millstatt, Pesenthein, Dellach en Döbriach.

## Afbeeldingen

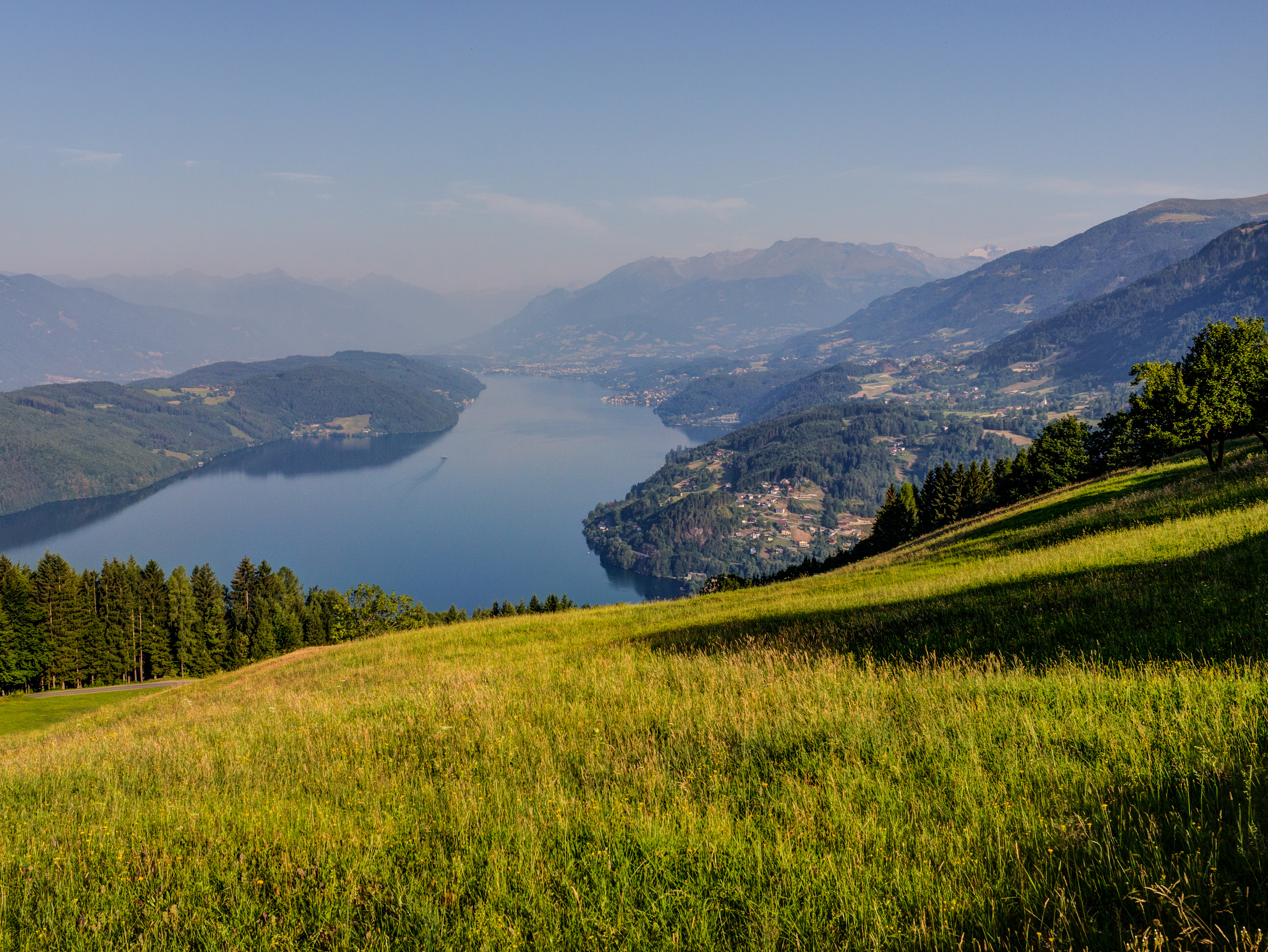
Uitzicht over de Millstätter See
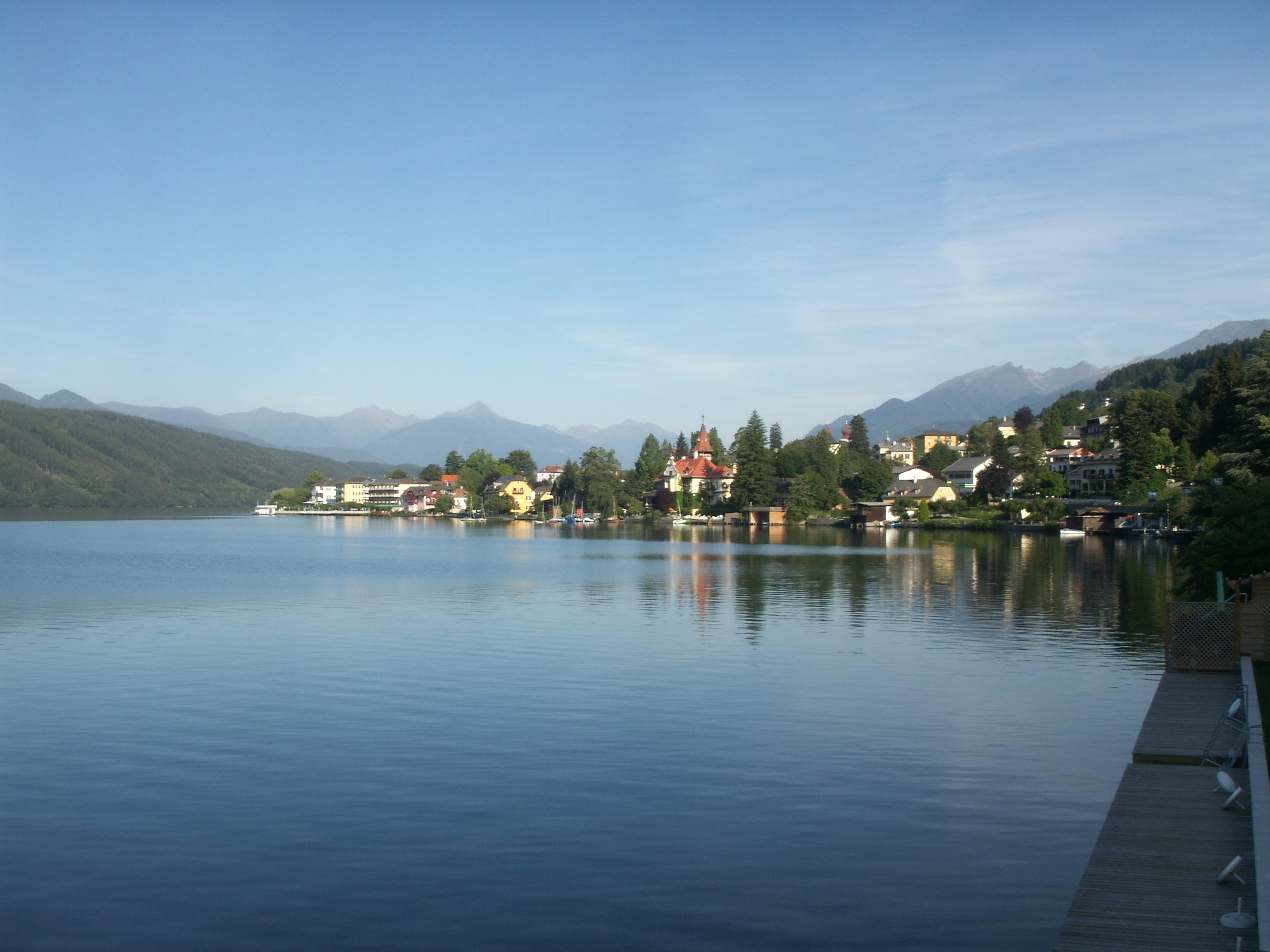
Het dorp Milstatt
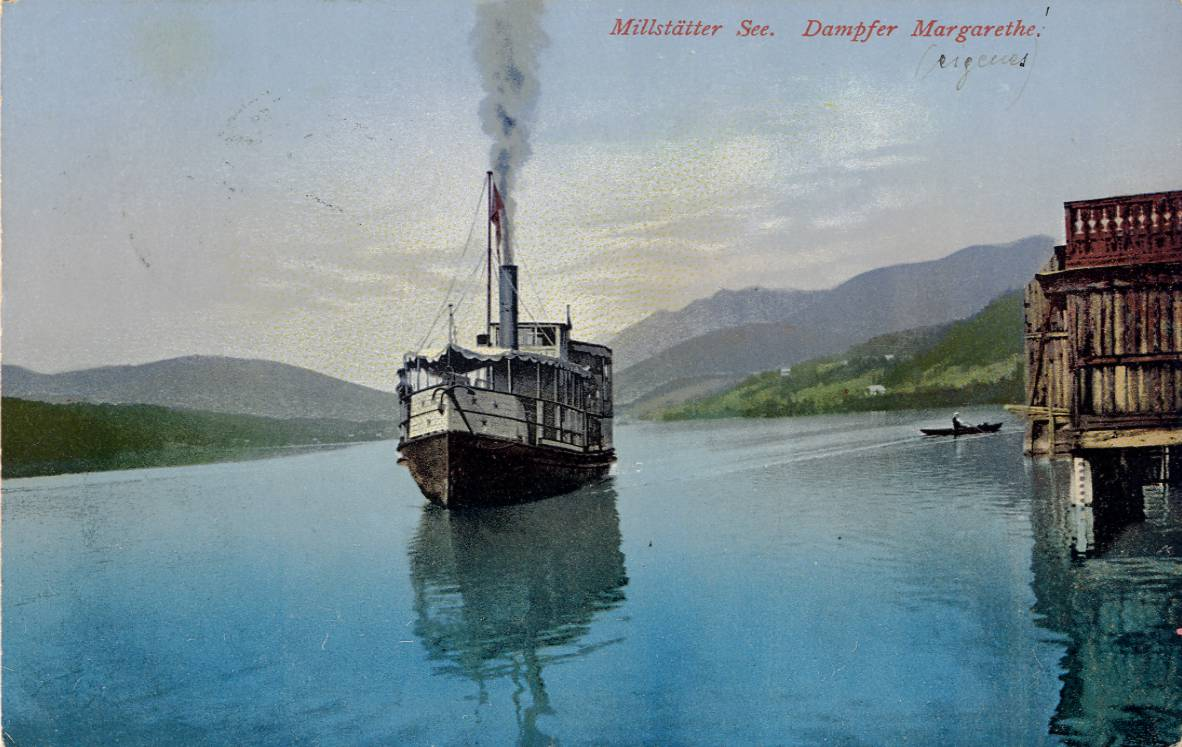
Oude ansichtkaart